# Al Bertino
Pour les articles homonymes, voir Bertino.
Albert Bertino surnommé Al Bertino est un animateur et scénariste américain, né le 15 juillet 1912 en Californie, et décédé le 18 août 1996 à Los Angeles (États-Unis). Au sein des studios Disney, il a exercé le métier d'animateur, de scénariste et d'imagineer.

## Biographie
Al Bertino est né le 15 juillet 1912 en Californie.
En 1935, il commence une carrière d'animateur. Il aurait participé à Pinocchio et Fantasia mais son poste n'est alors pas connu et n'est ni présent au générique ni recensé par IMDb sur ces films. Sa première participation connue au sein des studios Disney est le court métrage Pluto soldat en 1943. Il anime ensuite quelques courts métrages.
Dans le court métrage Hockey Homicide (1945) les joueurs de Hockey, toutes des incarnations de Dingo, portent des noms de membres des studios Disney. Bertino, surnommé  "Ice Box Bertino" fait partie avec "Fearless Ferguson" (d'après  Norman Ferguson) d'un gag de répétition dans lequel les deux joueurs se disputent tellement qu'ils font des aller-retour en prison. Toutefois rien n'atteste d'une quelconque animosité entre les deux animateurs.
Au printemps 1951, il change de métier et devient scénariste. Il écrit alors le scénario de Plutopia. À partir de 1956, il scénarise des épisodes de la série télévisée Disneyland et ce jusqu'en 1968. Mais cet emploi ne l'occupe pas totalement et il diversifie ses activités.
À la fin des années 1950, il est travaille pour la société WED Enterprises, associée aux studios Disney, mais concevant et réalisant les parcs de loisirs. Il y écrit le scénario de l'attraction Country Bear Jamboree, prévue à l'origine pour le centre de villégiature de Disney's Mineral King Ski Resort, mais finalement construite en 1971 au Magic Kingdom (Floride). On le retrouve aussi sur la conception des attractions Mr. Toad's Wild Ride et Haunted Mansion. Le gros ours de l'attraction Country Bear Jamboree, nommé Big Al, est une auto-caricature de Bertino,.
À partir de 1959, il quitte Disney. Chez United Productions of America (UPA), il retrouve Dick Kinney, autre scénariste de Disney parti dès 1956 chez Walter Lantz et ayant rejoint UPA en 1957. Ils travaillent tous deux sur la série de Mister Magoo.
En 1965, Bertino écrit le scénario de Highway Runnery pour Warner Bros. puis rejoint le Famous Studios. Entre 1967 et 1968, il est scénarise sur la série L'Homme-araignée. Lorsqu'il travaillait chez Hanna-Barbera sur la série Jappy et Pappy toutou, le personnage de Augie a été nommé d'après son fils Augustine.
Bertino a pris sa retraite en 1977 et est mort le 18 août 1996 à Los Angeles. En 1986, il a reçu un Golden Award de la Motion Picture Screen Cartoonists Awards.

## Filmographie

### Comme animateur
- 1943 : Pluto soldat
- 1945 : En route pour l'Ouest (Californy 'er Bust)
- 1945 : La Castagne (Hockey Homicide) de Jack Kinney
- 1946 : Double Dribble
- 1946 : La Boîte à musique
- 1947 : Dingo va à la chasse (Foul Hunting)
- 1948 : Ils sont partis (They're Off)
- 1950 : The Brave Engineer
- 1951 : Dude Duck

### Comme scénariste
- 1951 : Plutopia
- 1951 : Pluto et le Raton laveur
- 1951 : Le Chat, le Chien et la Dinde (Cold Turkey)
- 1952 : Tout doux, toutou (Man's Best Friend)
- 1952 : Let's Stick Together
- 1952 : Uncle Donald's Ants
- 1952 : Dingo en vacances
- 1953 : Rugged Bear
- 1954 : Donald visite le parc de Brownstone (Grin and Bear It)
- 1955 : Un sommeil d'ours
- 1955 : Donald et les Abeilles
- 1956 : Humphrey va à la pêche (Hooked Bear)
- 1956 : In the Bag
- 1952 : The Deputy Dawg Show (série télévisée)
- 1958 : Sidney l'éléphant (série télévisée)
- 1961 : Night Life in Tokyo
- 1962 : Careless Caretaker
- 1962 : Mother's Little Helper
- 1963 : Charlie's Mother-in-Law
- 1963 : The Tenant's Racket
- 1967 : L'Homme-araignée (Spider-Man) (série télévisée)

## Récompenses
- Motion Picture Screen Cartoonists Awards : Golden Award en 1986